# Петров, Андрей Алексеевич
Андрей Алексеевич Петро́в (19 декабря 1919, Саратов — 9 июля 1990 или 11 июля 1990, Москва) — советский актёр театра и кино. Народный артист РСФСР (17 февраля 1978). Лауреат Сталинской премии второй степени (1952).

## Биография
Родился 19 декабря 1919 года в Саратове.
В 1939 году окончил студию при ЦТКА и стал его актёром.
В 1944 году дебютировал в кино.
С 1960 года выступал и как режиссёр театра.
С 1973 года Андрей Алексеевич стал педагогом кафедры актёрского мастерства ВГИКа.
Скончался 9 июля 1990 года в Москве на 71-м году жизни. Похоронен в Москве на Кунцевском кладбище.

## Семья
- Первая жена — Галина Павловна Дмитриевская (1928—1959) — пианистка, выпускница Московской консерватории.
- Вторая жена — Татьяна Ивановна Ленникова (1924—1993) — актриса театра и кино, народная артистка РСФСР.

## Признание и награды
- Заслуженный артист РСФСР (08.04.1954)
- Народный артист РСФСР (17.02.1978) указ № 219
- Сталинская премия второй степени (1952) — за исполнение роли Василия Орлова в фильме «Донецкие шахтёры»

## Творчество

Могила Петрова на Кунцевском кладбище Москвы.

### Центральный театр Советской Армии (1939—1990)
- 1937 — «Большой день» В. М. Киршона. Постановка Е. С. Телешовой — Зорька
- 1939 — «Падь серебряная» Н. Ф. Погодина — Костенко
- 1939 — «Артиллеристы» И. Л. Прута — Костенко
- 1940 — «Учитель» С. А. Герасимова — Петька Сорокин
- 1942 — «Давным-давно» А. К. Гладкова — Иван
- 1943 — «Бессмертный» А. Н. Арбузова и А. К. Гладкова — Василий Воробьёв
- 1944 — «Женитьба Бальзаминова» А. Островского. Постановка В. С. Благообразова — Бальзаминов
- 1948 — «Призвание» А. И. Кузнецова и Г. Штайна — Сергей
- 1949 — «Степь широкая» Н. Г. Винникова — Андрей Еремеев
- 1952 — «Мастерица варить кашу» Н. Г. Чернышевского. Постановка В. С. Канцеля — Платон Алексеич Клементьев
- 1952 — «Стрекоза» по пьесе М. Г. Бараташвили «Маринэ». Постановка Д. В. Тункеля — Георгий Кохта
- 1953 — «Весенний поток» Ю. П. Чепурина. Постановка А. Д. Попова и А. Окунчикова — Георгий Силкин
- 1955 — «Варвары» М. Горького. Постановка Д. В. Тункеля — Притыкин
- 1956 — «Москва. Кремль» А. Н. Афиногенова — Алексей
- 1957 — «Фабричная девчонка» А. М. Володина — Федя
- 1958 — «Светлый май» Л. Г. Зорина. Постановка Д. В. Тункеля —
- 1958 — «Добряки» Л. Г. Зорина. Постановка Б. А. Львова-Анохина — Кабачков
- 1960 — «Увидеть вовремя» Л. Г. Зорина. Постановка Б. А. Львов-Анохин — Артём
- 1960 — «Живёт на свете женщина» З. М. Аграненко — Ломов
- 1966 — «Смерть Иоанна Грозного» А. К. Толстого. Постановка Л. Е. Хейфеца — Гарабурда
- 1966 — «Волоколамск — Москва» А. А. Бека — Панфилов
- 1966 — «Мастера времени, или Часовщик и курица» И. А. Кочерги. Постановка Л. Е. Хейфеца — Таратута
- 1971 — «Неизвестный солдат» А. Н. Рыбакова. Постановка А. А. Попова — Краюшкин
- 1975 — «Снеги пали…» Р. Феденёва — Туманов
- 1976 — «Васса Железнова» М. Горького — Прохор Храпов
- 1978 — «На исходе дня» Д. Асенова — Савов
- — «Ночь ошибок» О. Голдсмита — Тони
- — «Оптимистическая трагедия» В. В. Вишневского — Сиплый
- — «Статья» Р. X. Солнцева — Горехватов

### Театральные постановки
- 1960 — «Чужое место» Е. Ставиньского
- 1961 — «Изюминка на солнце» Л. Хансберри; «Каса маре» И. П. Друцэ
- 1963 — «Друзья и годы» Л. Г. Зорина — МХАТ СССР им. М. Горького
- 1964 — «Приглашение к подвигу» А. Г. Зака и И. К. Кузнецова

### Избранная фильмография
- 1945 — Иван Грозный — простолюдин / послушник (нет в титрах)
- 1945 — Это было в Донбассе — Вася Селиванов (нет в титрах)
- 1946 — Сын полка — боец (нет в титрах)
- 1948 — Поезд идёт на восток — Василий Семёнович Гончаренко, лётчик
- 1946 — Мичурин — Мешков (нет в титрах)
- 1949 — Кубанские казаки — Вася Тузов
- 1949 — Падение Берлина — пилот (нет в титрах)
- 1950 — Донецкие шахтёры — Василий Орлов, навалоотбойщик
- 1952 — Возвращение Василия Бортникова — Витя, моряк
- 1953 — Таинственная находка — Алексей Иванович Головин, капитан траулера «Славный»
- 1955 — Мать — Андрей Находка
- 1958 — Шли солдаты… — Илья Сорокин
- 1962 — Двое в степи — баптист
- 1965 — Похождения зубного врача — Котиков
- 1966 — Ленин в Польше — А. Е. Бадаев
- 1969 — Адъютант его превосходительства — Сиротин, красноармеец
- 1973 — Вечный зов — Засухин
- 1977 — Красный чернозём — Анисим Платонович Галдобин
- 1978 — Кот в мешке — председатель колхоза
- 1979 — Так и будет — Фёдор Аллексеевич Воронцов, профессор
- 1981 — С вечера до полудня — Егорьев
- 1981 — Родня — Юрий Николаевич Ляпин, главный инженер рыбзавода, попутчик Марии Коноваловой
- 1984 — Второй раз в Крыму — Василий Васильевич Новиков
- 1984 — Букет мимозы и другие цветы — Василий Григорьевич, муж Екатерины
- 1987 — Мио, мой Мио — Йири
- 1988 — Вам что, наша власть не нравится? — Полубояринов